# 麻生おろし

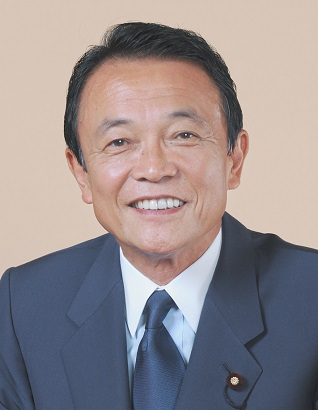
麻生太郎

麻生おろし（あそうおろし）は、2009年に起こった自由民主党内および野党（民主党ほか）からの麻生太郎内閣総理大臣への退陣要求。

## 経緯
安倍晋三、福田康夫が2代続けて1年余りで総辞職し、後継の総理総裁として麻生太郎が選出された。コメンテーターらは総選挙に勝てる人物として人気のある麻生を選出したと論評し、冒頭解散を予想したが、麻生はサブプライムローン問題に端を発した世界金融危機に対応するため、解散による政治的空白を望まずに、緊急の景気対策に取り組み始める。
しかし、自民党の長期政権に対する閉塞感に対する苛立ちから、自民党の総裁である麻生に対するバッシングが高まって支持率が急落すると、自民党で非主流派となっていた速やかな政策実現を求める有志議員の会などが倒閣運動を開始する。新型インフルエンザが流行するようになった2009年3月上旬に西松建設事件で民主党に逆風が吹き、麻生内閣の支持率が回復すると、この倒閣運動は一時的に沈静化したが、民主党代表が小沢から鳩山由紀夫に替わると自民党は名古屋市長選挙等の大型地方選挙で6連敗した。そんな中、麻生の「私は郵政民営化に反対だった」と国会での発言が飛び出し、当時郵政を所轄する総務大臣であった麻生の発言に批判が集まると「初めは反対だったという意味で言った」と訂正した。はたして麻生総理は郵政民営化に象徴される改革路線を継承しているのか注目される中、西川善文日本郵政社長は人事問題で「総務大臣が適切に判断されるものと思います」と鳩山邦夫総務大臣を繰り返し擁護。造反復党組の野田聖子内閣府特命担当大臣も「総務大臣が判断すればいい」と発言。しかし、郵政選挙で得た自公の衆議院過半数を基として成立している内閣が、解散もせず、その時点での選挙の民意である郵政民営化に逆行すると捉えられかねない動きをすることに対してそれまで沈黙を守っていた小泉元総理が「呆れたを通り越して、笑っちゃう」と発言。ほどなく麻生は鳩山邦夫を更迭するが、これは国民の批判を大きく浴びて、内閣支持率を急低下させた。方向が定まらず迷走する麻生内閣に、構造改革路線を支持する層、改革路線の修正を求める層の両方からの批判を受け、内閣支持率が低下し、自民党内でも麻生内閣への退陣要求が再び高まった。
また、大型地方選挙の連敗が続くあいだ、自民党議員の山本拓が両院議員総会を開催して総裁選の前倒しを目指すことを発表。衆院選前の総裁選前倒しは麻生に変わる別の総裁を擁立して衆院選に望むことを意味した。
東京都議会議員選挙の後の7月13日、麻生首相は与党幹部の同意を得て衆院選の日程を「7月21日解散、8月30日投票」を発表。
7月14日に衆議院で内閣不信任決議が出た時に、麻生おろしを主導する反麻生勢力の動向が注目されたが、与党議員は外遊中の福田康夫と体調不良の中川昭一の2人が欠席したのを除いて全員が信任票を投じ、保守系無所属では平沼赳夫が信任票、長崎幸太郎は欠席、渡辺喜美と中村喜四郎は不信任票を投じた。
その後、反麻生勢力は両院議員総会を開催することによる総裁選前倒しを目指す。武部勤は「麻生首相には徳がない」と発言、中川秀直は「人心一新」「名誉ある決断」（麻生首相の退陣）を要求。
党則では両院議員総会には自民党国会議員384人中128人の同意が必要である。そのため、反麻生勢力は128人の署名を集めることに奔走した。一方党執行部は両院議員総会が開催された場合、同会が「地方選挙6連敗の麻生総裁指弾の場」にして出席議員の過半数の決議による党則改定を行ったうえでの「総裁選の前倒し」になることを恐れ、麻生総裁が出席した上で党則改定決議ができない両院議員懇談会などでの「地方選挙6連敗の自民党総括の場」のみにとどめ、「総裁選の前倒し」ができないように働きかけた。
7月16日、反麻生勢力は署名128人を上回る133人を集めたと発表。署名した人物には与謝野馨財務大臣や石破茂農林水産大臣といった衆議院解散の閣議決定に必要な国務大臣2人も含まれていた。
なお、両院議員総会の開催に署名した議員のなかには、「地方選挙6連敗の総括」のための麻生の話を聞く場が欲しいためであるとし、来る総選挙後の首相候補に麻生を推す者もいたことなど、全員が「麻生おろし」に加担していたわけではない。
自民党幹事長の細田博之は、7月17日昼の記者会見で、両院議員総会は開催せず、代わりに、21日午前11時半から両院議員懇談会を開くと発表し、麻生おろしは事実上封印された。当初、両院議員懇談会は非公開の予定であったが、麻生は「開催が決まれば逃げも隠れもしないと言ってきた。正面から話し、みなさんの話 
を聞きたい。」と公開で行うように指示した。
衆院議院運営委員会は、17日、21日午後に解散するための本会議開会を与野党で合意した。総会開催要求に署名した与謝野と石破は、17日、解散の閣議決定書の署名に応じる考えを示唆した。

## 麻生おろしの推移
- 6月16日 - 環境大臣政務官である古川禎久が、日本郵政社長人事を巡る対応について麻生を批判し、麻生の目の前で「大政奉還を決断して保守政党の原点に戻るべき」と主張[6]。この発言について、麻生派座長の中馬弘毅は「本当に面白いと思った」「あれだけ民主党が『政権交代』と言うのだから、政権をいったん渡し、（任期満了までの）2カ月半でどういう政策を打つのかお手並み拝見」と述べたが[7]麻生は「何の大政をどう奉還するのか」と真面目に取り合わなかった[6]。
- 6月26日 - 棚橋泰文が内閣総理大臣官邸を訪問し、麻生に対して、天下りした国家公務員OBに報酬を支払っている公益法人に国の予算を支出しないよう求めた。麻生は要望を書面にして提出するように求めたが、「政治家同士の話し合いで、紙が要る要らないの話ではない」と反発し、「できないなら退陣してほしい」と要求した[8]。
- 6月26日 - 中川秀直が麻生について「名誉ある決断をすべきだ」と発言し退陣を要求[9]。29日にも「今の状況を改善するには首相に降りてもらうのが一番だ」と主張[10]。
- 6月30日 - 自由民主党総裁特別補佐の島村宜伸が総裁選挙前倒し運動に対し、「利敵行為だ。出て行ってもらいたい」と批判[11]。
- 7月14日 - 衆議院本会議にて麻生内閣に対する内閣不信任決議案否決。参議院本会議にて麻生に対する問責決議可決。
- 7月15日 - 財務大臣、内閣府特命担当大臣（金融担当）の与謝野馨と農林水産大臣石破茂が麻生に首相退陣を要請[12]。
- 7月16日 - 中川秀直らが自由民主党両院議員総会開催を要求する署名を自由民主党幹事長細田博之に提出[13]。麻生内閣からは、財務大臣、内閣府特命担当大臣（金融担当）与謝野馨、農林水産大臣石破茂、内閣府副大臣谷本龍哉、総務副大臣倉田雅年、文部科学副大臣山内俊夫、厚生労働副大臣大村秀章、農林水産副大臣近藤基彦、経済産業副大臣高市早苗、同じく吉川貴盛、内閣府大臣政務官並木正芳、法務大臣政務官早川忠孝、財務大臣政務官三ツ矢憲生、農林水産大臣政務官野村哲郎ら主要メンバーが署名。総務大臣を辞任した鳩山邦夫、厚生労働大臣政務官を辞任した戸井田徹、内閣府大臣政務官を罷免された松浪健太らも署名。防衛大臣政務官岸信夫はいったんは署名したが、後になって撤回[14]。
- 7月17日 - 自由民主党参議院幹事長谷川秀善が麻生に対し両院議員懇談会での謝罪を要求[15]。
- 7月19日 - 自由民主党山梨県支部連合会にて3648人が集団離党。
- 7月21日 - 麻生内閣が衆議院解散を閣議決定。自らの発言により党の支持率低下を招いたとして、麻生が両院議員懇談会で謝罪[16]。
- 7月29日 - 自由民主党京都府第一選挙区支部長伊吹文明が、「失言をしたり、字を読み違えたりしないように、バカな人を党の役職や大臣に就けないように」と主張[17]。
- 9月1日 - 自由民主党幹事長細田博之が、特別国会の首班指名で麻生に投票するよう提案。しかし、自由民主党総務会では、敗軍の将である麻生に投票する案には誰も賛成せず、代替案として白紙投票、自由投票、自由民主党総裁選挙管理委員会の委員長予定者の野田毅に投票の3案が出された[18]。自由民主党福島県支部連合会は首班指名で麻生に投票するのをやめるよう要請。
- 9月3日 - 平成研究会が首班指名で麻生太郎には投票しないことを正式決定。平成研究会会長津島雄二は「次の首班指名にあたって、『麻生さん』という名前を書くことだけは、絶対に避けてもらいたい。それから、白紙で出さざるを得ないような状態も、避けていただきたい」と強調[19]。